# Sainte-Marthe-sur-le-Lac
Pour les articles homonymes, voir Sainte-Marthe.
Sainte-Marthe-sur-le-Lac est une ville du Québec située dans la MRC de Deux-Montagnes dans les Laurentides.

## Toponymie
La ville est nommée en l'honneur de Marthe de Béthanie, disciple de Jésus-Christ et du lac des Deux-Montagnes qui borde le sud de la ville. Les habitants sont appelés les Marthelacquois et Marthelacquoises.

## Histoire
« Les débuts de l'endroit du point de vue paroissial et municipal – le peuplement y était bien antérieur – remontent en 1956 avec l'érection canonique de la paroisse de Sainte-Marthe-sur-le-Lac dont le nom est repris lors de l'établissement officiel de la municipalité en 1960 et dont le territoire provient d'une partie de celui de la ville de Saint-Eustache. En 1973, le statut de ville sera accordé à Sainte-Marthe-sur-le-Lac ».
Liée à la paroisse de Saint-Eustache pendant près de 100 ans, la municipalité de Sainte-Marthe-sur-le-Lac acquiert son autonomie en 1960, alors que le conseil en place consent à la séparation d’une partie de son territoire pour la création d’une nouvelle entité municipale. Hervé Larocque, le fondateur de la Commission scolaire de Sainte-Marthe-sur-le-Lac, devient le premier maire de la municipalité.

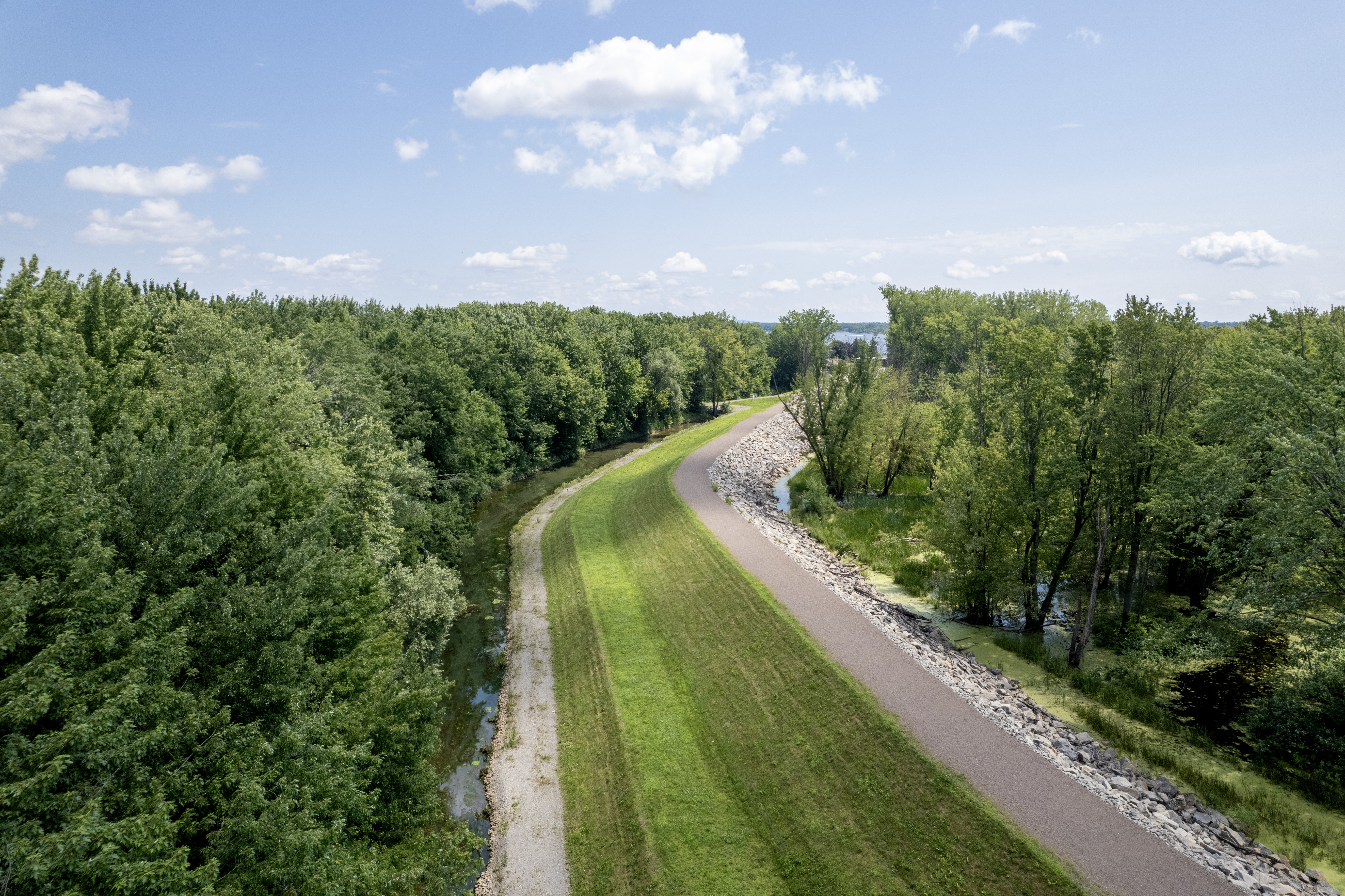
Digue à Sainte-Marthe-sur-le-Lac.

Au printemps 2019, le Québec est frappé par des inondations exceptionnelles. La crise la plus grave survient à Sainte-Marthe-sur-le-Lac. Le 27 avril 2019 en soirée, une brèche dans la digue végétalisée protégeant la ville des crues du lac des Deux Montagnes depuis plus de 40 ans force l'évacuation d'urgence de 6 000 personnes et entraîne l'inondation de près d'un tiers du territoire de la ville où se trouve plus de 2 500 habitations. Un an plus tard, 90 millions de dollars ont été versés en dédommagements et une nouvelle digue a été construite pour 45 millions de dollars. Plusieurs poursuites judiciaires sont toutefois engagées contre la municipalité.

## Géographie
Elle est située sur la rive nord-est du lac des Deux Montagnes et est traversée par le Chemin d’Oka (route 344).

## Démographie
| 1981  | 1986  | 1991  | 1996  | 2001  | 2006   | 2011   | 2016   | 2021   |
| ----- | ----- | ----- | ----- | ----- | ------ | ------ | ------ | ------ |
| 5 586 | 6 143 | 7 410 | 8 295 | 8 742 | 11 311 | 15 689 | 18 074 | 19 797 |

## Administration
Les élections municipales se font en bloc et suivant un découpage de huit districts depuis 2021 (six districts précédemment),.
| Sainte-Marthe-sur-le-Lac Maires depuis 2002                                                                          |                    |         |          |
| Élection | Maire              | Qualité | Résultat |
| 2002 | Lucie Leblanc      |         | Voir     |
| 2005 | Sonia Paulus       |         | Voir     |
| 2009 | Sonia Paulus       | Voir    |          |
| 2013 | Sonia Paulus       | Voir    |          |
| 2017 | Sonia Paulus       | Voir    |          |
| 2021 | François Robillard |         | Voir     |
| Élection partielle en italique Depuis 2005, les élections sont simultanées dans toutes les municipalités québécoises |                    |         |          |

## Fusion
L'idée de fusionner la ville avec celles de Deux-Montagnes et de Saint-Eustache revient parfois dans l'actualité. En effet, au fil des années, le tissu urbain des trois villes s'est fondu en une seule agglomération où cohabite plus de 83 000 citoyens, séparés seulement par des frontières légales. Ce regroupement constituerait la 14e plus importante ville du Québec. De plus, plusieurs services sont partagés entre chacune des municipalités.
La mairesse Sonia Paulus s'est opposée en 2013 à la fusion alors que le maire de Saint-Eustache y voit une voie logique.

## Éducation

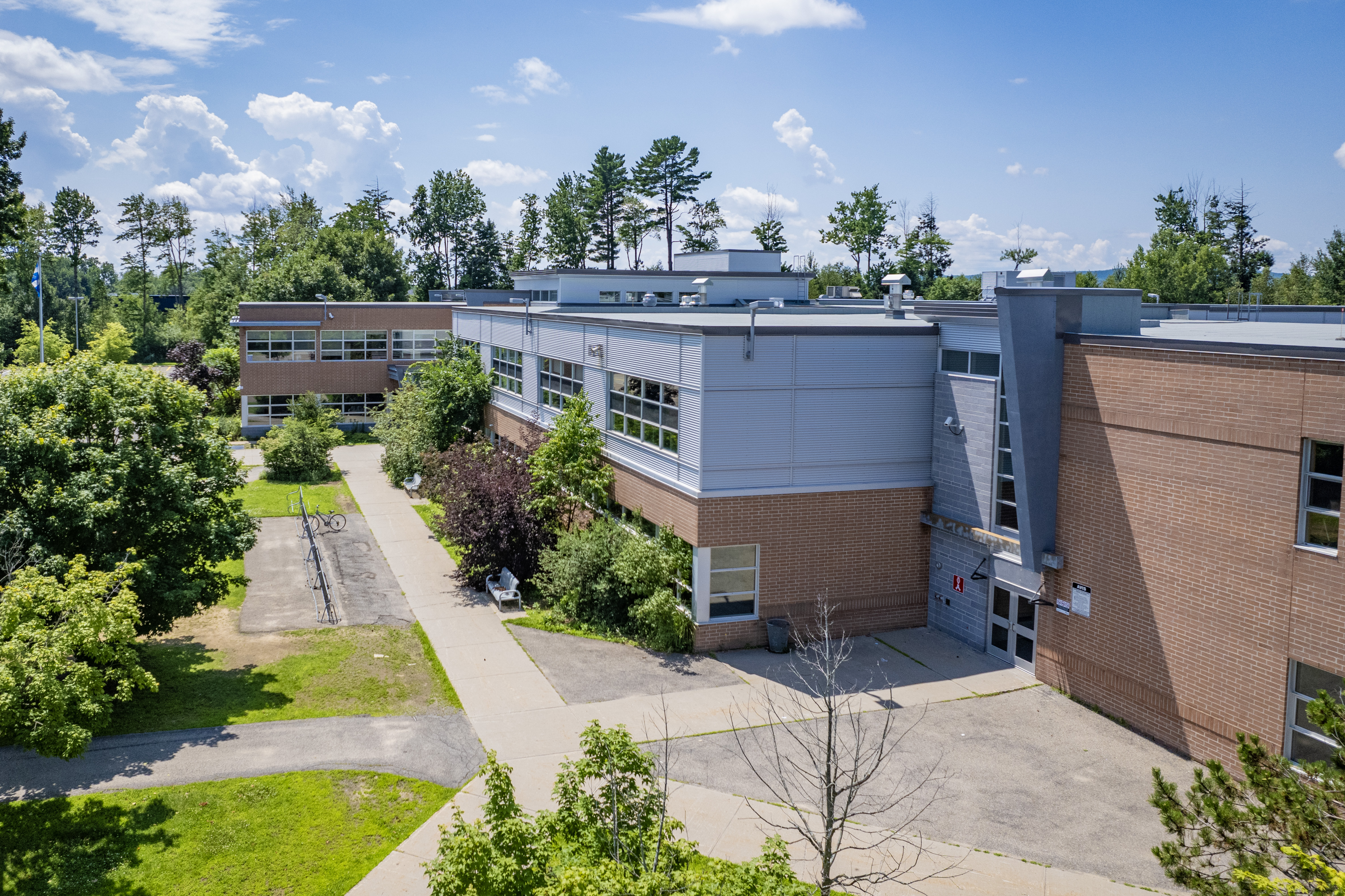
École secondaire Liberté-Jeunesse

Le Centre de services scolaires des Mille-Îles administre les écoles francophones.
- Écoles primaires: Horizon-du-Lac[13], des Lucioles[14], et des Grands-Vents[15]
- École secondaire: Liberté-Jeunesse

Les écoles Polyvalente Deux-Montagnes, des Mésanges et Emmanuel-Chénard, toutes situées dans la ville voisine de Deux-Montagnes, desservent des élèves résidents dans certains secteurs de Sainte-Marthe-sur-le-Lac de niveaux primaires et secondaires.
La Commission scolaire Sir Wilfrid Laurier administre les écoles anglophones, situées dans la ville voisine de Deux-Montagnes, qui desservent les élèves de Sainte-Marthe-sur-le-Lac.
- Écoles primaires: Mountainview et Saint Jude[17],[18]
- École secondaire: Lake of Two Mountains[19]

## Services publics
Elle partage ses services de police et d'incendie, ainsi que certaines associations sportives mineures, avec la municipalité voisine de Deux-Montagnes.
Le centre commercial Les Promenades Deux-Montagnes est situé à cheval des deux villes.
Depuis le 14 décembre 2012, la Ville de Sainte-Marthe-sur-le-Lac est désormais alimentée par ses propres puits d'eau de source.

## Tourisme
Sainte-Marthe-sur-le-Lac est traversée d'est en ouest par la vélo-route La Vagabonde et une autre qui sillonne du nord au sud le long du boulevard des Promenades.

## Attraits
- Abbaye bénédictine Sainte-Marie des Deux-Montagnes
- Marina Plage Roger
- Parc de la Frayère
- Parc de la Prucheraie
- Plage de la Sablière
- Rampes de mise à l'eau publiques
- Lac des Deux-Montagnes

## Sports
Le club de hockey Barbe bleue représente la ville au hockey cosom. L'équipe joue au collège Boisbriand.